# Gränslös
Gränslös är Tomas Ledins nionde studioalbum, utgivet 1982. Skivan sålde guld, mycket beroende av hitlåten "Sommaren är kort".[källa behövs] När albumet släpptes på CD innehöll det också tidigare utgivna låtar som "Sensuella Isabella", "Det finns inget finare än kärleken", "Vi är på gång" och "Kom lite närmare".

## Originallåtlista
Alla låtar är skrivna av Tomas Ledin.

### Sida 1
1. "Kärleken är som en studsande boll" – 3:53
2. "In the Middle of Nowhere" – 4:45
3. "Du tänder mej" – 4:15
4. "Love Me Like You Used To" – 3:57
5. "Naken" – 3:50

### Sida 2
1. "Säj inte nej om du menar ja" – 5:13
2. "Keep It Up" – 3:40
3. "Sommaren är kort" – 3:02
4. "Just for the Fun" – 4:31
5. "Annorlunda" – 5:27

## CD-utgåvan 1992
1. "Kärleken är som en studsande boll" – 3:53
2. "In the Middle of Nowhere" – 4:45
3. "Du tänder mej" – 4:15
4. "Love Me Like You Used To" – 3:57
5. "Naken" – 3:50
6. "Säj inte nej om du menar ja" – 5:13
7. "Keep It Up" – 3:40
8. "Sommaren är kort" – 3:02
9. "Just for the Fun" – 4:31
10. "Annorlunda" – 5:27
11. "Sensuella Isabella" – 3:56
12. "Kom lite närmare" – 4:04
13. "Det finns inget finare än kärleken" – 3:56
14. "Vi är på gång" – 3:46
15. "We're on the Beat" – 3:03

## Medverkande
- Michael Bolyos – keyboards
- Rutger Gunnarsson – bas
- Tomas Ledin – piano, gitarr, producent, sång
- Magnus Persson – trummor
- Cary Sharaf – gitarr

## Listplaceringar
| Lista (1982) | Topplacering |
| ------------ | ------------ |
| Sverige      | 11           |

### Fotnoter
1. 1 2  ”Tomas Ledin”. Svensk mediedatabas. Arkiverad från originalet den 25 juli 2014. https://web.archive.org/web/20140725173941/http://smdb.kb.se/catalog/search?q=Tomas+Ledin&x=0&y=0. Läst 15 januari 2013.
2. ↑  ”Gränslös”. Hitparad. http://hitparad.se/showitem.asp?interpret=Tomas+Ledin&titel=Gr%E4nsl%F6s&cat=a. Läst 17 november 2012.